# Doppia focalizzazione
In spettrometria di massa la doppia focalizzazione è un analizzatore composto da un settore magnetico e un settore elettrostatico. Il settore elettrostatico forza gli ioni con lo stesso rapporto massa/carica, anche se con energia cinetica differente, ad assumere la stessa velocità. In questo modo gli ioni con ugual rapporto massa esatta/carica arriveranno al settore magnetico contemporaneamente e tramite esso, seguendo la stessa traiettoria, giungeranno al rivelatore nello stesso momento,senza subire ritardi, aumentando il potere risolutivo dell'analisi.
La risoluzione di uno strumento a doppia focalizzazione può arrivare fino a oltre 100.000 ed è in grado di analizzare ioni con m/z fino a 15.000 Th.

## Geometrie

### Bainbridge-Jordan
La geometria di Bainbridge-Jordan consiste di un angolo di 127.30º {\displaystyle \left({\frac {\pi }{\sqrt {2}}}rad\right)} del settore elettrostatico senza un'iniziale distanza di deriva seguita da un angolo di 60º del settore magnetico con la stessa direzione di curvatura.

### Mattauch-Herzog
La geometria di Mattauch-Herzog consiste di un angolo di 31.82º {\displaystyle \pi /4{\sqrt {2}}rad}  del settore elettrostatico, una distanza di deriva seguita da un angolo di 90º del settore magnetico con una direzione di curvatura opposta.

### Nier-Johnson diretta
La geometria di Nier-Johnson diretta, o semplicemente geometria di Nier-Johnson, consiste di un angolo di 90º del settore elettrostatico, una lunga distanza di deriva intermedia e un angolo di 60º del settore magnetico con la stessa direzione di curvatura.

### Nier-Johnson inversa
La geometria Nier-Johnson inversa è equivalente alla geometria di Nier-Johnson ma l'ordine dei settori elettrostatico e magnetico sono invertiti.

### Hinterberger-Konig
La geometria Hinterberger-Konig consiste di un angolo di 42.43º del settore elettrostatico, una lunga distanza di deriva intermedia e un angolo di 130º del settore magnetico con la stessa direzione di curvatura.

### Takeshita
La geometria di Takeshita consiste di un angolo di 54.43º del settore elettrostatico, una breve distanza di deriva, un secondo settore elettrostatico con la stessa direzione di curvatura seguito da un'altra distanza di deriva prima di un settore magnetico posto a 180º con direzione di curvatura opposta.

### Matsuda
La geometria di Matsuda consiste di un angolo di 85º del settore elettrostatico, un quadrupolo e un settore magnetico posto a 72.5º con la stessa direzione di curvatura.